# Epipterygium brasiliense
Epipterygium brasiliense là một loài rêu trong họ Bryaceae. Loài này được E.B. Bartram mô tả khoa học đầu tiên năm 1952.